# Captain Cold
Captain Cold (tidigare kallad Kapten Köld och Kapten Kyla på svenska) är en fiktiv superskurk som skapades av John Broome och Carmine Infantino, och gjorde sitt första framträdande i Showcase #8 (1957). I IGN:s lista över de 100 mest populära serietidningsskurkarna rankades Captain Cold som nummer 27. Han beskrivs ibland som Flashs (Blixtens) ärkefiende.

## Fiktiv biografi
Captain Colds födelsenamn är Leonard Snart. Han växte upp med en far som misshandlade honom. Han tog då skydd hos sin farfar, som jobbade med en lastbil som fraktade is. När hans farfar dog fick Snart nog av sin fars misshandel. Detta fick honom att påbörja en kriminell karriär. Han började med att gå med i en grupp med småtjuvar, som han planerade ett rån med. De blev dock alla infångade av Flash och sattes i fängelse. Snart bestämde sig för att arbeta ensam, men insåg att han var tvungen att göra något åt stadens lokala hjälte. Snart läste en artikel om teorin att energiutsläppen av en cyklotron kunde stoppa Flashs hastighet. Han konstruerade ett vapen för att utnyttja den kraften och bröt sig in i ett cyklotronlaboratorium för använda enheten för att ladda upp sitt experimentella vapen. När han avslutat sitt experiment överraskades han av en säkerhetsvakt. I avsikten att endast skrämma vakten tryckte han av misstag på avtryckaren och fryste istället vakten till is. Till denna ödets nyck tog han på sig en anorak och skyddsglasögon, och förklarade sig själv som Captain Cold, mannen som bemästrat absolut kyla. Snart begick då en serie av icke-dödliga brott, men besegrades gång på gång av Flash. Han började att slå ihop sig med andra förklädda brottslingar med gimmicker och blev så småningom utnämnd som ledare över Rogues, en samling av Flashs fiender.

## Personlighet
Cold är inte så kallhjärtad som hans namn antyder. Han tar sin position som ledare för Rogues på fullaste allvar. Han förespråkar att organisationen ska vara drogfri, att hans hantlangare straffas för meningslöst våld och att de endast dödar vid nödvändiga tillfällen. Han förbjuder dem att döda kvinnor och barn. Han brydde sig mycket om sin syster Lisa, också känd som "Golden Glider", som blev mördad av superskurken Chillblaine. Han hämnades då henne genom att mörda hennes mördare. Han ser även ut över medlemmarna i Rogues, och ordnade i hemlighet en begravning för Captain Boomerang efter dennes död.
Traditionellt har Cold i huvudsak tre intressen: pengar, kvinnor och viljan att besegra Barry Allen.

## Krafter och förmågor
Liksom de flesta andra av Flashs fiender har Cold inga övermänskliga krafter. Istället använder han sig av vapen. Hans specialvapen är en frysgenererande pistol som fryser det mesta som den träffar. Han har även använt sig av isbarriärfält, en isstråle som fryser offer till ett medvetandetillstånd, frambringande av halka, vassa stalagmiter, isgranater och hägringar som framkommer i extrem kyla, såsom hägringar framkommer i extrem hetta.

## I andra medier
- Captain Cold medverkar i Challenge of the Super Friends som en av två Flashskurkar (tillsammans med Gorilla Grodd) som är medlem i Lex Luthors Legion of Doom. Dick Ryal och Michael Bell gjorde Captain Colds röst i olika avsnitt.

- Captain Cold medverkar i CBS:s TV-serie Flash i avsnittet "Captain Cold". Han spelades av skådespelaren Michael Champion. Här är Captain Cold en ökänd yrkesmördare som använder ett atomdrivet frysvapen för att döda sina offer. Han anställdes av Central Citys maffiaboss, Jimmy Swain (Jeffrey Combs), för att döda lokala gangsterchefer och sedan Flash. Flash lyckas fånga Captain Cold, som skickas till fängelse, men han lyckas senare fly. Denna version av Captain Cold hette Leonard Snart.

- Captain Cold medverkar i avsnittet "Flash and Substance" av Justice League Unlimited, med röst av Lex Lang. Han slår ihop sig med Mirror Master, Captain Boomerang och Trickster för att hämnas på Flash en gång för alla.

- Captain Cold medverkar i Batman: Den tappre och modige, med röst av Steven Blum.

- Captain Cold medverkar i Young Justice, med röst av Alan Tudyk.

- Captain Cold gör ett cameoframträdande i "Prophecy", det näst sista avsnittet av serien Smallville. Han visas som en av medlemmarna i Marionette Ventures, en grupp superskurkar som anordnats av Toyman, var hans mål var Bart Allen. Han porträtterades av en icke-namngiven skådespelare och har ingen dialog i rutan.